# Sierra de la Culata
La sierra de la Culata ou cordillère de la Culata (sierra La Culata, en espagnol) est l'une des deux cordillères qui constituent la partie vénézuélienne de la cordillère des Andes. Elle traverse la région de los Andes, l'une des 10 régions politico-administratives du pays entre les États de Mérida et de Trujillo. Protégée au sein du parc national Sierra de La Culata, la cordillère abrite certains des plus hauts sommets du pays.